# World Series of Poker 1972
Les World Series of Poker 1972 (WSOP 1972) constituent la troisième édition annuelle des championnats du monde de poker organisés au Binion’s Horseshoe (en) à Las Vegas.  
Si la franchise n’en est encore qu’à ses débuts, cette édition marque un tournant avec la victoire haute en couleur de Thomas « Amarillo Slim » Preston, qui devient rapidement l’ambassadeur médiatique du poker moderne.

## Format
En 1972, la série ne compte encore que quelques tournois annexes et un « Main Event » à 10 000 $ de buy-in disputé en Texas hold'em no-limit. Le field est très restreint : seulement huit participants – principalement des joueurs professionnels de la scène de Las Vegas – s’affrontent dans une partie d’anthologie dont l’issue donnera lieu à de nombreuses anecdotes (accords de partage, pression médiatique, etc.).

## Résultats des tournois préliminaires
| Discipline              | Vainqueur | Gain     |
| ----------------------- | --------- | -------- |
| 10 000 $ Five-Card Stud | Bill Boyd | 20 000 $ |

## Main Event

### Table finale
| Place | Joueur                           | Prix     |
| ----- | -------------------------------- | -------- |
| 1er   | Thomas « Amarillo Slim » Preston | 60 000 $ |
| 2e    | Walter « Puggy » Pearson         | —        |
| 3e    | Doyle Brunson                    | 20 000 $ |
| 4e    | Crandall Addington               | —        |
| 5e    | Jack Straus                      | —        |
| 6e    | Johnny Moss                      | —        |
| 7e    | Roger Van Ausdall                | —        |
| 8e    | Jimmy Casella                    | —        |